# Liste von Holzsynagogen

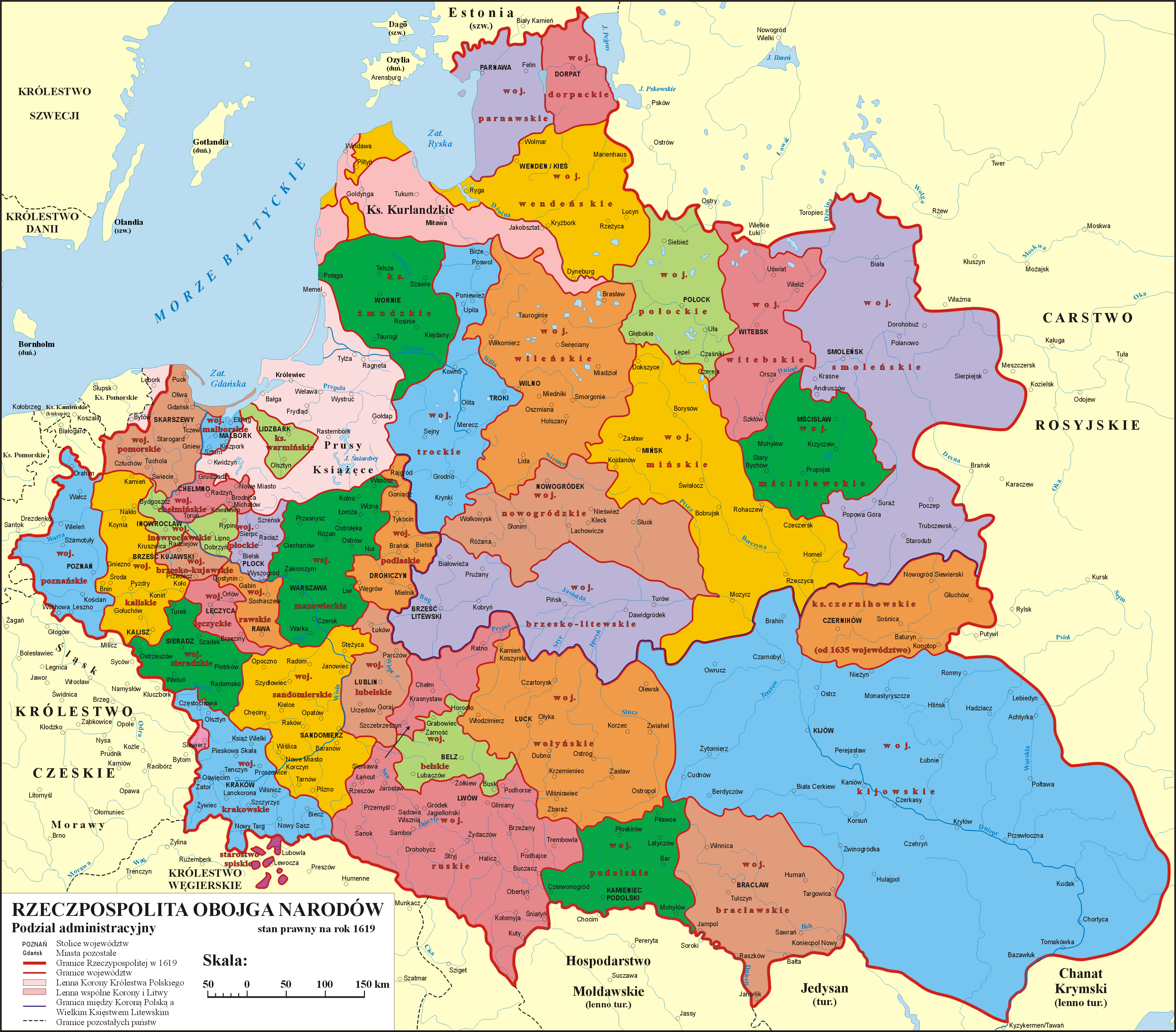
Polen-Litauen 1619

Die Liste von Holzsynagogen führt zerstörte und noch bestehende Synagogen auf, deren Erbauer eine in Zentral- und Osteuropa traditionelle Architektur an die Erfordernisse des jüdischen Gottesdienstes anpassten. Alle noch bestehenden großen, repräsentativen Holzsynagogen wurden im Zweiten Weltkrieg zerstört. Heute existieren nur noch wenige schlichte Holzsynagogen, die meisten davon in Litauen. Die nicht mehr bestehenden Synagogen werden erfasst, soweit sie durch Zeichnungen oder Fotografien genauer bekannt sind.
Sind Jahreszahlen kursiv angegeben, so handelt es sich um ungefähre Werte.
Die Verwendung von Holz als Baumaterial für Synagogen lag in einer waldreichen Region nahe; auch Kirchen wurden zunächst als Holzbauten errichtet. Eine Synode in Piotrków forderte allerdings im 16. Jahrhundert, Synagogen stets aus Holz, nicht aus Stein zu bauen, so dass Steinbauten für jüdische Gemeinden nur mit Ausnahmegenehmigung möglich waren. Holzsynagogen blieben der Normalfall in einer Zeit, als christliche Kirchen meist als Steinbauten ausgeführt wurden. Der politische Raum, in dem sich Synagogen in Holzbauweise mit typischen Konstruktionsmerkmalen und Ausmalungsmustern entwickelten, war die Adelsrepublik Polen-Litauen (1569–1795), in dem der Jüdische Rat der Vier Länder bestand (1580–1764).
Navigation: A B C D G H I J K
L M N O P R S T U
V W Z

## Liste von Holzsynagogen, nach Orten sortiert
| Ort                    | Bezirk          | heutiges Staatsgebiet | Synagoge                            | Bauzeit                                            | Zerstörung                                                   | Besonderheiten | Bild         |
| ---------------------- | --------------- | --------------------- | ----------------------------------- | -------------------------------------------------- | ------------------------------------------------------------ | --- | ------------ |
| Alanta                 | Utena           | Litauen               | Synagoge (Alanta)                   | 1870 zwischen 1870 und 1900                        |                                                              | Nach 1945 Getreidespeicher. Renovierung 2020. |              |
| Asjory                 | Hrodna          | Weißrussland          | Synagoge (Asjory)                   | 1775 In der 2. Hälfte des 18. Jh.                  | 1917                                                         | Vermutlich im 1. WK zerstört |              |
| Bechhofen              | Mittelfranken   | Deutschland           | Scheunensynagoge                    | 1685                                               | 1938 zerstört in Reichspogromnacht                           | 1732 prächtige Innenausmalung durch Eliezer Sussmann aus Galizien | Innenansicht |
| Beresdiwzi             | Lwiw            | Ukraine               | Synagoge (Beresdiwzi)               | 1790 spätes 18. Jh.                                | 1941 Im 2. WK zerstört                                       | |              |
| Bjarosa                | Brest           | Weißrussland          | Synagoge (Bjarosa)                  |                                                    | 1941 Im 2. WK zerstört                                       | |              |
| Chodoriw               | Lwiw            | Ukraine               | Synagoge (Chodoriw)                 | 1642                                               | 1941                                                         | Durch ungeschickte Renovierung 1909/10 wurde das Äußere umgestaltet. Reiche Gemälde und Innenverzierungen. |              |
| Chyriw                 | Lwiw            | Ukraine               | Alte Synagoge (Chyriw)              | 1740                                               | 1941 Im 2. WK zerstört                                       | |              |
| Cieszowa               | Schlesien       | Polen                 | Synagoge (Cieszowa)                 | 1741                                               | 1911                                                         | Schlichte Holzsynagoge. |              |
| Dawyd-Haradok          | Brest           | Weißrussland          | Synagoge (Dawyd-Haradok)            | 1750 Im 18. Jahrhundert                            | 1941 Im 2. WK zerstört                                       | |              |
| Dolyna                 | Ternopil        | Ukraine               | Synagoge (Dolyna, Ternopil)         | 1700                                               | 1941 Im 2. WK zerstört                                       | Hölzerne Synagoge auf steinernem Sockel. |              |
| Gąbin                  | Masowien        | Polen                 | Synagoge (Gąbin)                    | 1710                                               | 1939 Im 2. WK zerstört                                       | |              |
| Hlybokaje              | Wizebskaja      | Weißrussland          | Synagoge (Hlybokaje)                | 1750 Mitte des 18. Jahrhunderts                    | 1941 Im 2. WK zerstört                                       | |              |
| Horochiw               | Wolyn           | Ukraine               | Große Synagoge (Horochiw)           |                                                    | 1941 Im 2. WK zerstört                                       | |              |
| Horodnja               | Tschernihiw     | Ukraine               | Synagoge (Horodnja)                 | 1900                                               | 2001                                                         | Zwischen 2001 und 2020 abgerissen |              |
| Hrodna                 | Hrodna          | Weißrussland          | Synagoge (Hrodna)                   | 1790 spätes 18. Jh.                                | 1941 Im 2. WK zerstört                                       | |              |
| Hwisdez                | Iwano-Frankiwsk | Ukraine               | Synagoge (Hwisdez)                  | 1640/52                                            | 1941 2. WK zerstört                                          | Früheste sicher lesbare Jahreszahl 1652, in der Konstruktion von der Synagoge in Chodoriw abhängig. Durch den nachträglichen Einzug einer Kuppel im Zusammenhang mit der Innenausmalung wurde die Dachkonstruktion beschädigt. Der Männerbetraum ist fast quadratisch, ihm schließt sich im Westen ein Vorraum, im Norden der Frauenbetraum an. Ausmalung des Gewölbes durch Israel, den Sohn des Mardochai Lissnitzki im 17. Jahrhundert und durch Isak, den Sohn des Jehuda Leb aus Jaryczow. |              |
| Iwjanez                | Minsk           | Weißrussland          | Synagoge (Iwjanez)                  | 1912                                               |                                                              | |              |
| Jabluniw               | Iwano-Frankiwsk | Ukraine               | Synagoge (Jabluniw)                 | 1674 Mitte 17. Jh.                                 | 1914                                                         | Reiche Ausmalung des Innenraums |              |
| Janów Sokólski         | Podlachien      | Polen                 | Synagoge (Janów Sokólski)           | 1740                                               | 1941 Im 2. WK zerstört                                       | |              |
| Jarmolynzi             | Chmelnyzkyj     | Ukraine               | Synagoge (Jarmolynzi)               | 1690 Ende 17. oder frühes 18. Jh.                  | 1916 Im 1. WK zerstört                                       | |              |
| Jaryschiw              | Winnyzja        | Ukraine               | Synagoge (Jaryschiw)                | 1725 frühes 18. Jh.                                | 1941 Im 2. WK zerstört                                       | |              |
| Jedwabne               | Podlachien      | Polen                 | Alte Synagoge (Jedwabne)            | 1770                                               | 1913                                                         | Ähnliche Dachkonstruktion wie bei den Synagogen von Lutomiersk und Śniadowo. |              |
| Jurbarkas              | Tauragė         | Litauen               | Synagoge (Jurbarkas)                | 1780 spätes 18. Jh.                                | 1941 2. WK zerstört                                          | |              |
| Kamjanka-Buska         | Lwiw            | Ukraine               | Synagoge (Kamjanka-Buska)           | 1730 1. Hälfte 18. Jh.; Bima auf 1730 datiert.     | 1941 Ende 1941                                               | |              |
| Kaltinėnai             | Tauragė         | Litauen               | Synagoge (Kaltinėnai)               | 1938                                               |                                                              | Architekt: Kazys Kralikas. Holzsynagoge mit angebauter Rabbinerwohnung. Als Bethaus genutzt bis 1941, nach 1945 Scheune, seit 1990 Leerstand. |              |
| Kamenez                | Brest           | Weißrussland          | Synagoge (Kamenez)                  | 1750 im 18. Jh.                                    | ????                                                         | |              |
| Końskie                | Heiligkreuz     | Polen                 | Synagoge (Końskie)                  | 1780                                               | 1939                                                         | |              |
| Kórnik                 | Großpolen       | Polen                 | Synagoge (Kórnik)                   | 1767                                               | 1940                                                         | Westlichste bekannte Holzsynagoge Polens; im Stil protestantischen Kirchen ähnlich. |              |
| Korytnyzja             | Wolyn           | Ukraine               | Synagoge (Korytnyzja)               |                                                    | 1941 2. WK zerstört                                          | |              |
| Kostroma               | Kostroma        | Russland              | Synagoge (Kostroma)                 | 1907                                               |                                                              | Als Synagoge genutzt 1907–1930 und nach Restaurierung seit 2001. |              |
| Kurkliai               | Utena           | Litauen               | Synagoge (Kurkliai)                 | 1936                                               |                                                              | Traditionelle Synagogenarchitektur mit expressionistischen Elementen. Nach 1945 Speicher, ab 1990 Leerstand, seit 2019 Restaurierung. |              |
| Laukuva                | Tauragė         | Litauen               | Synagoge (Laukuva)                  | 1928                                               |                                                              | Umbau nach 1945, leerstehend. |              |
| Lipsko                 | Masowien        | Polen                 | Synagoge (Lipsko)                   | 1765                                               | 1939                                                         | Mit einer größeren Anzahl von Menschen darin von deutschen Besatzern abgebrannt, |              |
| Ludza                  | Lettgallen      | Lettland              | Synagoge (Ludza)                    | 1804                                               |                                                              | Barock, Holzbau im frühen 20. Jahrhundert mit Ziegeln verkleidet. Kuppeldecke, Ausmalung. Restauriert 2016. |              |
| Lunna                  | Hrodna          | Weißrussland          | Synagoge (Lunna-Wola)               | 1800                                               | 1941 2. WK zerstört                                          | |              |
| Lutomiersk             | Łódź            | Polen                 | Synagoge (Lutomiersk)               | 1765                                               | 1914 Im 1. WK zerstört                                       | Deutlich von mitteleuropäischer Kirchenarchitektur beeinflusst. |              |
| Luzk                   | Wolyn           | Ukraine               | Kenessa (Luzk)                      | 1814                                               | 1972                                                         | Kenessa (Synagoge) der Karäer |              |
| Mahiljou               | Mahiljou        | Weißrussland          | Kalte Synagoge                      | 1680                                               | 1938 auf Anordnung der Behörden abgerissen                   | Ausmalung durch Chaim ben Izchak Aisik Segal. Studien von El Lissitzky. |              |
| Maladsetschna          | Minsk           | Weißrussland          | Synagoge (Maladsetschna)            |                                                    | 1941 2. WK zerstört                                          | |              |
| Mszislau               | Mahiljou        | Weißrussland          | Synagoge (Mszislau)                 | 1775 in der 2. Hälfte des 18. Jhs.                 | 1941 2. WK zerstört                                          | |              |
| Mychajliwka            | Chmelnyzkyj     | Ukraine               | Synagoge (Mychajliwka)              | 1750 Mitte 18. Jh.                                 | 1941 2. WK zerstört                                          | Für Podolien typische Holzsynagoge mit Hauptgebäude auf fast quadratischem Grundriss mit Anbauten im Westen (zweistöckig) und im Norden (einstöckig). |              |
| Mynkiwzi               | Chmelnyzkyj     | Ukraine               | Synagoge (Mynkiwzi)                 | 1787 in 2. Hälfte des 18. Jh.                      | 1941 2. WK zerstört abgerissen                               | |              |
| Naroulja               | Homel           | Weißrussland          | Synagoge (Naroulja)                 | 1750 Im 18. Jahrhundert.                           | 1918 Letztes Foto von 1916.                                  | Imposantes, dreigeschossiges, geschweiftes Hauptdach, Seitenpavillons mit Galerien und Zeltdächern. |              |
| Nasielsk               | Masowien        | Polen                 | Synagoge (Nasielsk)                 | 1700 Spätes 17. oder erste Hälfte 18. Jahrhundert. | 1880 Wegen Baufälligkeit abgerissen.                         | Im Grundriss dieselbe Anordnung wie die Synagoge von Wołpa. |              |
| Njaswisch              | Minsk           | Weißrussland          | Alte Synagoge (Njaswisch)           |                                                    | 1941 2. WK zerstört                                          | |              |
| Norynsk                | Schytomyr       | Ukraine               | Synagoge (Norynsk)                  | 1800 Ende 18./ Beginn 19. Jahrhundert              | ???                                                          | |              |
| Nowe Miasto nad Pilicą | Masowien        | Polen                 | Synagoge (Nowe Miasto nad Pilicą)   | 1780                                               | 1939 2. WK zerstört                                          | |              |
| Olyka                  | Wolyn           | Ukraine               | Große Synagoge (Olyka)              | 1879                                               | 1942                                                         | Nach Auflösung des Gettos (1942) zerstört. |              |
| Orscha                 | Wizebskaja      | Weißrussland          | Synagoge (Orscha)                   | 1800                                               | 1928 ?                                                       | |              |
| Orynyn                 | Chmelnyzkyj     | Ukraine               | Synagoge (Orynyn)                   |                                                    | 1941 2. WK zerstört                                          | |              |
| Owrutsch               | Schytomyr       | Ukraine               | Synagoge (Owrutsch)                 |                                                    | 1941 2. WK zerstört                                          | |              |
| Pakruojis              | Šiauliai        | Litauen               | Synagoge (Pakruojis)                | 1801                                               |                                                              | Frühklassizistischer Holzbau mit Mansarddach. Vorraum mit Wintersynagoge im Nordwesten, darüber, etwas vorspringend und durch zwei hölzerne dorische Säulen gestützt, die Frauenempore. Tonnengewölbe, Ausmalung um 1895. |              |
| Pawliwka               | Wolyn           | Ukraine               | Synagoge (Pawliwka)                 | 1750 im 18. Jh.                                    | 1941 im 2. WK                                                | |              |
| Peski                  | Hrodna          | Weißrussland          | Synagoge (Peski)                    | 1775 in der zweiten Hälfte des 18. Jh.             | 1941 2. WK zerstört                                          | |              |
| Petschenischyn         | Iwano-Frankiwsk | Ukraine               | Synagoge (Petschenischyn)           | 1795 vor 1795                                      | 1941 2. WK zerstört                                          | Ursprüngliche Raumaufteilung durch Umbauten verunklart. |              |
| Piatra Neamț           |                 | Rumänien              | Baal-Schem-Tov-Synagoge             | 1766                                               |                                                              | Einzige erhaltene Holzsynagoge Rumäniens, auch Bescht-Synagoge |              |
| Pilica                 | Schlesien       | Polen                 | Synagoge (Pilica)                   | 1747                                               | 1939 im 2. WK                                                | Innenausmalung von 1816. |              |
| Plungė                 | Telšiai         | Litauen               | Bethaus (Plungė)                    | 1931                                               |                                                              | Bethaus der Chewra Kadischa. Die ursprüngliche Struktur ist gut erhalten. Holzhaus auf fast quadratischem Grundriss mit blechgedecktem, rot gestrichenem Zeltdach. Es gibt keinen Frauenbetraum. Nach 1945 als Schulgebäude genutzt, inzwischen wieder der jüdischen Gemeinde zurückgegeben. |              |
| Pohrebyschtsche        | Winnyzja        | Ukraine               | Synagoge (Pohrebyschtsche)          | 1690                                               | 1941 2. WK zerstört zerstört.                                | Noch ältere Synagoge in Kosakenaufständen zerstört. |              |
| Poliske                | Kiew            | Ukraine               | Synagoge (Chabne)                   |                                                    | 1941 im 2. WK                                                | |              |
| Połaniec               | Heiligkreuz     | Polen                 | Synagoge (Połaniec)                 | 1744                                               | 1943                                                         | In Sanok wurde Replika errichtet | Replika      |
| Przedbórz              | Łódź            | Polen                 | Synagoge (Przedbórz)                | 1760                                               | 1939                                                         | |              |
| Puńsk                  | Podlachien      | Polen                 | Synagoge (Puńsk)                    | 1900 spätes 19. / frühes 20. Jh.                   |                                                              | Nach 1945 zum Wohnhaus umgebaut. |              |
| Raków                  | Heiligkreuz     | Polen                 | Synagoge (Raków)                    | 1825 zu Beginn des 19. Jh.                         | 1939                                                         | im 2. WK niedergebrannt |              |
| Rēzekne                | Lettgallen      | Lettland              | Synagoge (Rēzekne)                  | 1845                                               |                                                              | Neoklassizistisch. Restauriert 2015. |              |
| Rosdil                 | Lwiw            | Ukraine               | Synagoge (Rosdil)                   | 1730 1. Hälfte 18. Jh.                             | 1941 2. WK zerstört                                          | |              |
| Rozalimas              | Šiauliai        | Litauen               | Synagoge (Rozalimas)                | 1881                                               |                                                              | In einem schlechten Zustand |              |
| Sapozkin               | Hrodna          | Weißrussland          | Synagoge (Sapozkin)                 | 1775 2. Hälfte des 18. Jh.                         | 1941 2. WK zerstört.                                         | | zentiert     |
| Schidnyzja             | Lwiw            | Ukraine               | Synagoge                            | 1900                                               |                                                              | Vermutlich einzige hölzerne Synagoge, die es heute noch in der Ukraine gibt. |              |
| Schydatschiw           | Lwiw            | Ukraine               | Synagoge (Schydatschiw)             | 1742                                               | 1941 2. WK zerstört                                          | Schöne Wandgemälde; kunstvoller Toraschrein |              |
| Seda                   | Telšiai         | Litauen               | Synagoge (Seda)                     | 1825 frühes 19. Jh.                                |                                                              | Ruine in 2011 |              |
| Skeliwka               | Lwiw            | Ukraine               | Synagoge                            | 1800                                               | 1941                                                         | Im 2. Weltkrieg niedergebrannt |              |
| Smotrytsch             | Chmelnyzkyj     | Ukraine               | Synagoge (Smotrytsch)               | 1745                                               | 1941                                                         | Im 2. Weltkrieg niedergebrannt |              |
| Śniadowo               | Podlachien      | Polen                 | Synagoge (Śniadowo)                 | 1768                                               | 1914 Im Ersten Weltkrieg von russischen Soldaten abgebrannt. | Eine der prächtigsten Holzsynagogen. |              |
| Suchowola              | Podlachien      | Polen                 | Synagoge (Suchowola)                | 1747                                               | 1941 2. WK zerstört                                          | |              |
| Talne                  | Tscherkassy     | Ukraine               | Holzsynagoge                        | 1850 im 19. Jh.                                    | 1941 2. WK zerstört                                          | |              |
| Telšiai                | Telšiai         | Litauen               | Synagoge (Telšiai)                  | 1873                                               |                                                              | |              |
| Tirkšliai              | Telšiai         | Litauen               | Synagoge (Tirkšliai)                | 1825 frühes 19. Jh.                                |                                                              | |              |
| Tomsk                  | Tomsk           | Russland              | Soldatensynagoge (Tomsk)            | 1907                                               |                                                              | Architekt: Andrei Langer. Maurischer Stil. |              |
| Torhowyzja             | Riwne           | Ukraine               | Synagoge (Torhowyzja)               | 1820 zu Beginn des 19. Jh.                         | 1941                                                         | 2. WK zerstört abgebrannt | 19           |
| Trakai                 | Vilnius         | Litauen               | Karäersynagoge (Trakai)             | 1790 18./19. Jh.                                   |                                                              | |              |
| Tschornobyl            | Kiew            | Ukraine               | Synagoge (Tschornobyl)              |                                                    | 1941 2. WK zerstört                                          | |              |
| Usljany                | Minsk           | Weißrussland          | Synagoge (Usljany)                  | 1725 frühes 18. Jh.                                | 1941 2. WK zerstört                                          | In den 1930er Jahren nur Männerbetraum, westliche Vorhalle und darüber Frauenempore; früher weitere Anbauten im Erdgeschoss. Toraschrein (1761) des Kunstschnitzers Ber (Staatliches Kunstmuseum Minsk). |              |
| Valkininkai            | Alytus          | Litauen               | Synagoge (Valkininkai)              | 1775 im 18. Jh.                                    | 1941                                                         | im Juni 1941 von deutschen Truppen zerstört |              |
| Veisiejai              | Alytus          | Litauen               | Synagoge (Veisiejai)                | 1925                                               |                                                              | |              |
| Vilkaviškis            | Marijampolė     | Litauen               | Synagoge (Vilkaviškis)              | 1750 Mitte des 18. Jh.                             |                                                              | 1941 zu Beginn des 2. WK zerstört |              |
| Wilejka                | Minsk           | Weißrussland          | Synagoge (Wilejka)                  |                                                    | 1941 2. WK zerstört                                          | |              |
| Wischnewa              | Minsk           | Weißrussland          | Synagoge (Wischnewa)                |                                                    | 1941                                                         | zusammen mit hineingetriebenen Juden angezündet und verbrannt | vor 1939     |
| Wiśniowa               | Kleinpolen      | Polen                 | Synagoge (Wiśniowa)                 | 1910 frühes 20. Jh.                                |                                                              | | 2011         |
| Woŭpa                  | Hrodna          | Weißrussland          | Synagoge (Wołpa)                    | 1625 frühes 17. Jh.                                | 1941                                                         | Quadratischer Männerbetraum mit achteckiger Kuppel, die durch fünf übereinanderliegende Galerien ins Viereck überführt wird. Von einem dreigeschossigen Mansarddach überdeckt. Vorhalle mit zweiteiligem Mansarddach mit Vorstoß und Giebel. Eckbauten mit vorgelegten Galerien, Hängesäulchen und geschweiften Zeltdächern. Dachdeckung 1781 erneuert. |              |
| Wysokie Mazowieckie    | Podlachien      | Polen                 | Alte Synagoge (Wysokie Mazowieckie) |                                                    | 1880                                                         | Nahezu quadratischer Männerbetraum mit Zeltdach, an zwei Seiten Frauenbeträume. Drei Eckpavillons mit Zeltdächern; zwischen den Eckpavillons der Frauenabteilungen je zwei kleine Satteldächer. |              |
| Zabłudów               | Podlachien      | Polen                 | Synagoge (Zabłudów)                 | 1635/46                                            | 1941                                                         | Im Grundriss dieselbe Anordnung wie die Synagoge von Wołpa. |              |
| Žiežmariai             | Kaunas          | Litauen               | Synagoge (Žiežmariai)               | 1875 2. Hälfte des 19. Jh.                         |                                                              | Nach Renovierung 2018 als Museum geplant. |              |

## Rezeption im modernen Synagogenbau

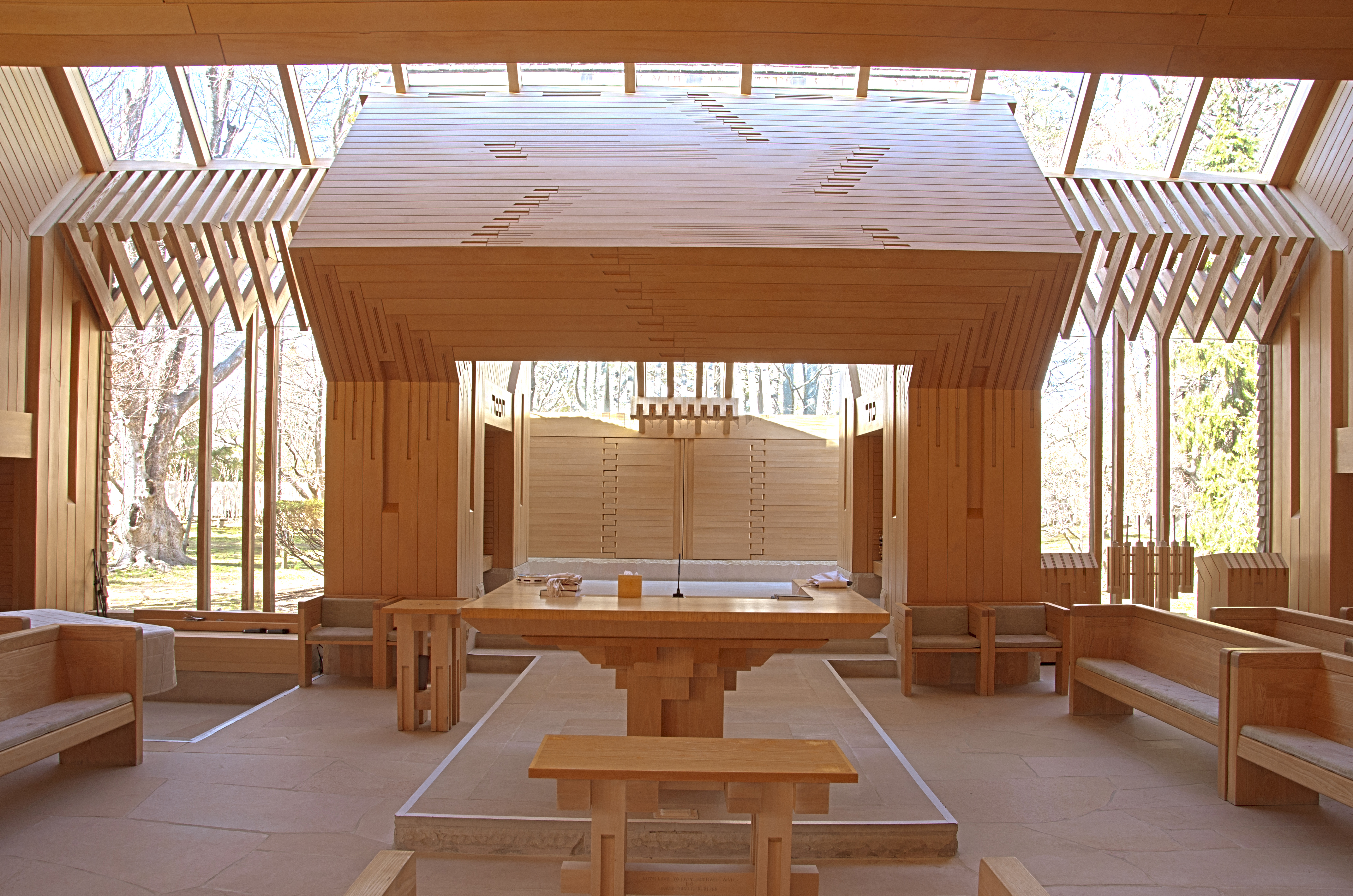
Jewish Center of the Hamptons

Seit dem Erscheinen des Buchs Wooden Synagogues von Maria und Kazimierz Piechotka (1959) bezogen sich einige amerikanische Architekten auf die Formsprache polnischer Holzsynagogen:
- Sons of Israel Synagogue, Lakewood (David, Brody und Wisniewski 1963);
- Brith Kodesh, Rochester (Pietro Belluschi 1963);
- Beth El, Chappaqua (Lous Kahn, 1966/72);
- Adath Yeshurun, Syracuse (Percival Goodman, 1970er Jahre);
- The Jewish Center of the Hamptons (Norman Jaffe, 1989);
- The Orthodox Hampton Synagogue (Eddie Jacobs).

## Nachbauten

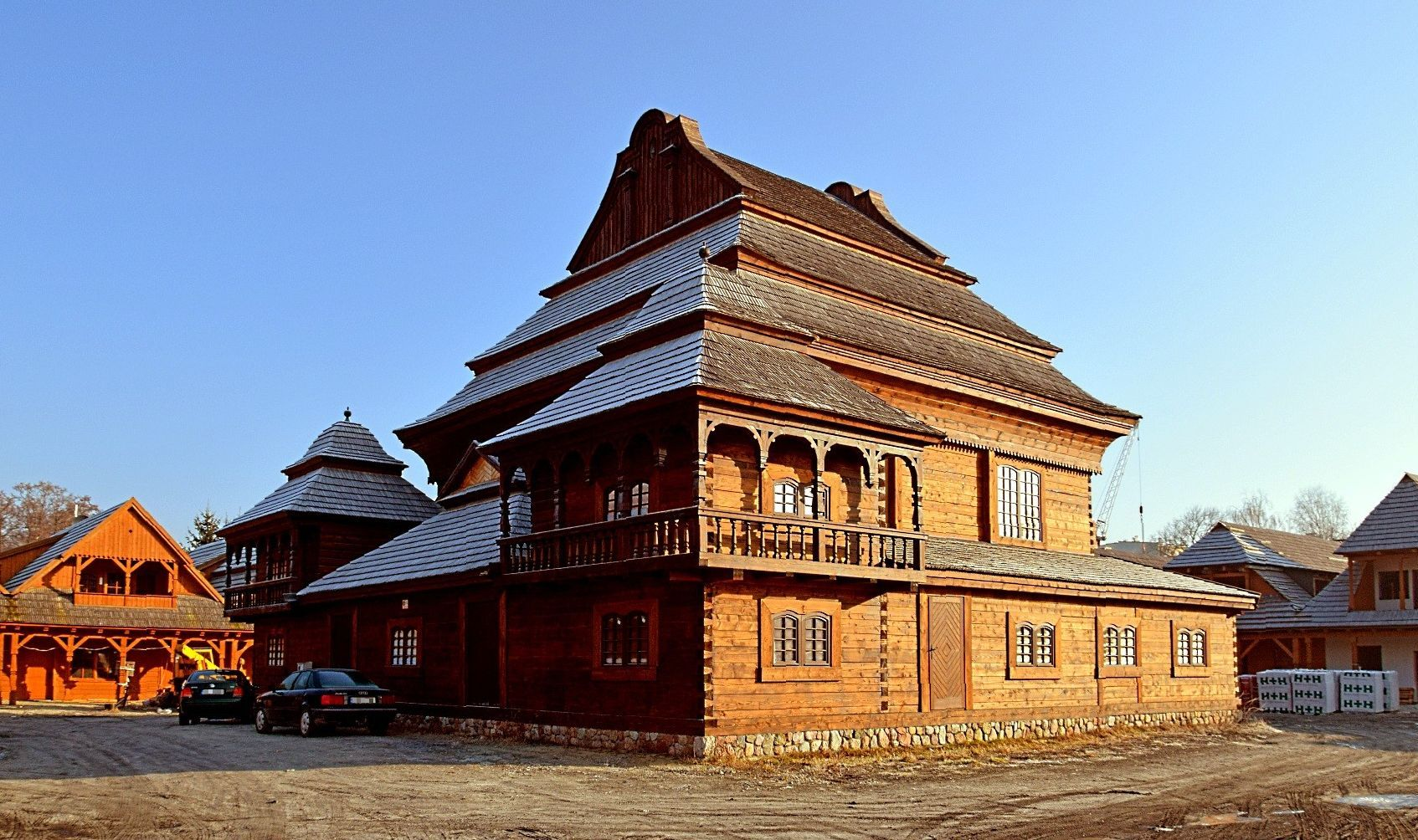
Nachbau der Synagoge von Wołpa

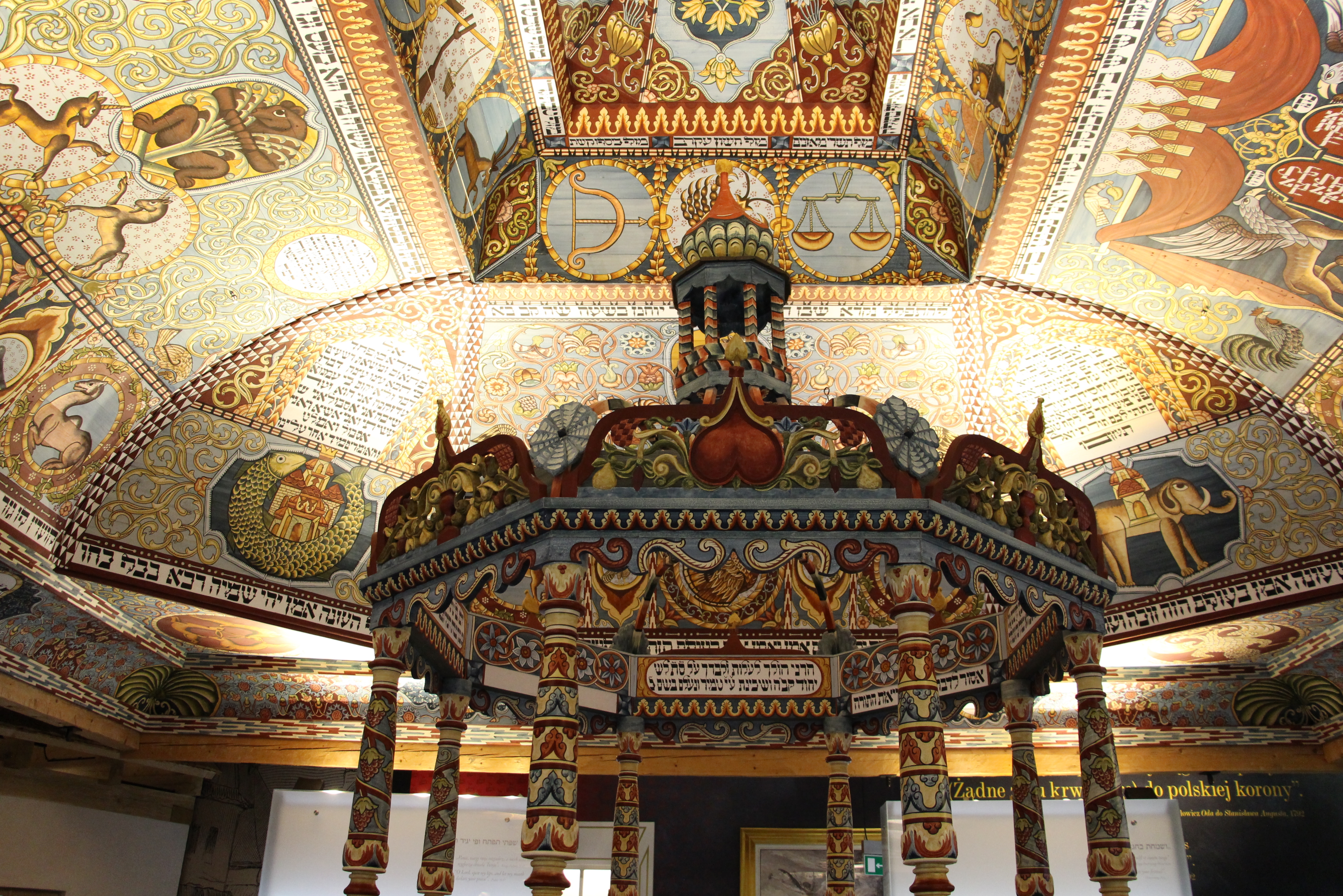
Innenraum der Synagoge von Hwisdez, Teilrekonstruktion

Ein Nachbau der Synagoge von Wołpa befindet sich in Bilgoraj, ein weiterer Nachbau der Synagoge (Połaniec) befindet sich in Sanok.
Eine Teilrekonstruktion der Synagoge von Hwisdez besitzt das Museum der Geschichte der polnischen Juden (Warschau). Die Deckenausmalung der Synagoge von Chodoriw wurde für das Nahum Goldmann Diaspora Museum (Beit Hatefusot) in Tel Aviv rekonstruiert.
Im Museé d’Art et d’Histoire du Judaïsme (Paris) gibt es Modelle mehrerer Holzsynagogen.